# Santa Maria da Devesa
Santa Maria da Devesa is een plaats (freguesia) in de Portugese gemeente Castelo de Vide en telt 1 716 inwoners (2001).